# Штегман, Игорь Павлович
Игорь Павлович Штегман (3 августа 1932, Москва — 15 октября 2013, там же) — советский и российский кларнетист и дирижёр, профессор Московской государственной консерватории имени П. И. Чайковского, заслуженный артист Российской Федерации.

## Биография
В 1957 г. с отличием окончил Московскую консерваторию по специальности «кларнет» (класс А. Г. Семёнова). В 1971 г. окончил Ленинградскую консерваторию по специальности «оперно-симфоническое дирижирование» (класс И. Э. Шермана и Н. С. Рабиновича).
Дипломант Всемирного фестиваля молодежи и студентов (Москва, 1957). С 1961 г. артист Симфонического оркестра Московской филармонии.
С 1991 г. преподавал в Государственном музыкально-педагогическом институте (Российской академии музыки) им. Гнесиных (оркестровый класс).
С 1995 г. преподаватель класса ансамбля духовых инструментов (кафедра духовых и ударных инструментов) и классa симфонического дирижирования (кафедра сочинения) Московской консерватории.
Среди учеников — лауреаты международных конкурсов, солисты московских оркестров.
Похоронен на Введенском кладбище (14 уч.).